# ديزة ثنائية الأزهار
ديزة ثنائية الأزهار (الاسم العلمي:Disa biflora) هي نوع من النباتات تتبع جنس الديزة من الفصيلة السحلبية.